# Cercles Obrers Comunistes
Cercles Obrers Comunistes fou una organització política constituïda oficialment a València el 1972, també coneguda pel seu nom en castellà, Círculos Obreros Comunistas (COC). Ideològicament es pot ubicar en el marxisme revolucionari, amb influències de Marx, Engels, Lenin, Rosa Luxemburg, Gramsci i Trotski, entre d'altres. El seu referent històric era el POUM i l'esquerra comunista europea, amb oberta confrontació amb l'estalinisme.
Els seus orígens són l'evolució d'un sector obrer del Front Obrer de Catalunya, el grup ¿Qué Hacer? (1969) i els Círculos de Formación de Cuadros (1969-1970). Aquests darrers es dividiran en quatre direccions diferents: els Cercles Obrers Comunistes (impulsats per Dídac Fàbregas), els Grupos Obreros Autónomos (GOA, encapçalats per José Antonio Díaz i Manuel Murcia), un sector que anirà a la ORT però sortirà per crear El Topo Obrero i, finalment, un grup que fundarà la Unió Comunista d'Alliberament (UCL).
Els COC impulsaren les Plataformes Anticapitalistes (ja creades anteriorment pels Círculos de Formación de Cuadros) com una alternativa a Comissions Obreres. En l'orientació al treball del moviment obrer estaren sobretot influenciats pel consellisme d'Anton Pannekoek. A nivell de Catalunya les plataformes varen tenir força especialment en el Vallès, també tengueren una implantació significativa al País Valencià i a les Illes Balears.
El 1974 els COC es fusionaran amb els Núcleos Obreros Comunistas del País Basc per formar l'Organización de Izquierda Comunista de España (OICE).